# Görgeyit
A görgeyit igen ritka, áttetsző, üvegszerű, színtelen vagy halvány zöldessárga színű szulfátásvány. Kémiailag víztartalmú kálium-kalcium-szulfát. Elsősorban sótelepekről, sóbányákból, sós tavak medréből ismert. 1953-ban írta le Heimo Mayrhofer. Érdekesség, hogy ugyanebben az évben az ásványt Kazahsztánból is leírták mihejevit néven, és csak évekkel később egységesítették az elnevezést.
Elterjedt tévhit, hogy az ásvány Görgey Artúrról kapta a nevét. Ennek oka valószínűleg az a közismert tény, hogy a honvéd tábornok nemzetközi hírű vegyész is volt. Valójában a család egy másik tagjáról, a mineralógus Görgey Rudolfról nevezték el.

## Keletkezése
Hidrotermális hatásra alakul ki halit és polihalit üledékekben. Egy atmoszféra nyomáson 100 °C és 150 °C közötti hőmérsékleten válik ki.

## Előfordulása
Jellemzően sókőzetek ritka másodlagos ásványa, illetve megjelenik hidrotermális kürtőkben. Elsőként az ausztriai Bad Ischl környéki sótelepekről írták le. Elterjedt a Róma melletti Cezano geotermikus területén, illetve Parajdon is. Nagyméretű kristályai ismertek a kazahsztáni Inder-tó vidékéről.

### Előfordulása Magyarországon
2020-ban Hódmezővásárhely mellől származó, évtizedekkel ezelőtt gyűjtött mintákból sikerült azonosítani mikroszkópikus bekérgezéseit.

## Szerkezete, tulajdonságai
A görgeyit a monoklin kristályrendszer prizmás osztályába tartozik. Keménysége a Mohs-skálán 3½ körül van, így közepes keménységű, tűvel karcolható kristálynak minősül. 

## Felhasználása
Ritkasága, csekély mennyisége és kisméretű kristályai miatt ipari felhasználása nincs. A vele gyakran társulásban megjelenő gyakoribb ásványokat a műtrágyagyártásban hasznosítják.